# Bless You
Bless You är en låt av John Lennon, utgiven 1974 på albumet Walls and Bridges. Låten handlar om Lennons separation från Yoko Ono.